# المؤتمر الوطني الإفريقي
المؤتمر الوطني الإفريقي (بالإنجليزية: African National Congress)‏ هو الحزب سياسي الحاكم في جنوب إفريقيا منذ إلغاء الفصل العنصري، في أيار / مايو 1994.
المؤتمر الوطني الإفريقي يُعرِّف نفسه بانه «قوة منضبطه من اليسار».

## التأسيس
تأسس حزب المؤتمر الوطني الإفريقي في 8 يناير 1912 في بلومفونتين بعد سنتين فقط من إعلان اتحاد جنوب إفريقيا، للدفاع عن حقوق السود أمام سيطرة الأقلية البيضاء، أول رئيس للمنظمة كان جون دوب، ومن بين أعضائها المؤسسين الشاعر والمؤلف سول بلاتجي. حظر المؤتمر الوطني والتشكيلات السياسية الحليفة له سنة 1960 بعد أحداث العنف التي حدثت بـ«شارب فيل» فأسس نلسون مانديلا في السنة التالية جناحا عسكريا سماه «رأس الحربة». 9
تزعم البرت جون لوتولى المؤتمر الوطني الإفريقي بين 1951 و1958.
في مواجهة حركة الانتفاضة المتصاعدة، بعد سن قوانين الفصل العنصري سنة 1950، وحظر الحزب الشيوعي الذي دخل العمل السري منذئذ وحتى سنة 1990،

## مانديلا
في 1942 انضم مانديلا إلى المؤتمر الوطني الإفريقي، الذي كان يدعو للدفاع عن حقوق الأغلبية السوداء في جنوب إفريقيا.
وفي عام 1948، انتصر الحزب القومي في الانتخابات العامة، وكان لهذا الحزب، الذي يحكم من قبل البيض في جنوب إفريقيا، خطط وسياسات عنصرية، منها سياسات الفصل العنصري، وإدخال تشريعات عنصرية في مؤسسات الدولة. وفي تلك الفترة أصبح مانديلا قائدا لحملات المعارضة والمقاومة. وكان في البداية يدعو للمقاومة غير المسلحة ضد سياسات التمييز العنصري. لكن بعد إطلاق النار على متظاهرين عزل في عام 1960، وإقرار قوانين تحضر الجماعات المضادة للعنصرية، قرر مانديلا وزعماء المجلس الإفريقي القومي فتح باب المقاومة المسلحة.

## اعتقال نيلسون مانديلا وسجنه
في عام 1961 أصبح نيلسون مانديلا رئيسا للجناح العسكري للمؤتمر الوطني الإفريقي. وفي اغسطس 1962 أعتقل مانديلا وحكم عليه لمدة 5 سنوات بتهمة السفر غير القانوني، والتدبير للإضراب. وفي عام 1964 حكم عليه مرة أخرى بتهمة التخطيط لعمل مسلح، وحكم عليه بالسجن مدى الحياة.
خلال سنوات سجنه السبعة وعشرين، أصبح النداء بتحرير مانديلا من السجن رمزا لرفض سياسة التمييز العنصري. وفي 10 يونيو 1980 تم نشر رسالة استطاع مانديلا إرسالها للمجلس الإفريقي القومي قال فيها: «اتحدوا! وجهزوا! وحاربوا! إذ ما بين سندان التحرك الشعبي، ومطرقة المقاومة المسلحة، سنسحق الفصل العنصري»
في عام 1985 عرض على مانديلا إطلاق السراح مقابل إعلان وقف المقاومة المسلحة، إلا أنه رفض العرض. وبقي في السجن حتى 11 فبراير 1990 عندما أثمرت مثابرة المجلس الإفريقي القومي، والضغوطات الدولة عن إطلاق سراحه بأمر من رئيس الجمهورية فريدريك ويليام دى كليرك الذي أعلن أيقاف الحظر الذي كان مفروضا على المؤتمر الوطني الإفريقي. وقد حصل نيلسون مانديلا مع الرئيس فريدريك دكلارك في عام 1993 على جائزة نوبل للسلام.

## رئاسة مانديلا جنوب إفريقيا
أصبح مانديلا أول رئيس أسود لجنوب إفريقيا من مايو 1994 وخلال فترة حكمه شهدت جنوب إفريقيا انتقالا كبيرا من حكم الأقلية إلى حكم الأغلبية.

## الزولو والمؤتمر الوطني الإفريقي
بعد انتصار المشروع الوطني الإفريقي في جنوب إفريقيا مع مطلع التسعينيات توقع كثير من المراقبين أن يحل الصراع الدموي بين «الزولو» و«المؤتمر» محل الصراع السابق بين السود عموماً والبيض. ولكن نيلسون مانديلا، خيب جميع تلك التوقعات، حيث دمج «الزولو» ضمن المشروع الوطني الإفريقي، ورسخ دعائم مجتمع الديمقراطية والمساواة.

## رئاسة مبيكي جنوب إفريقيا
أصبح تابو مبيكي رئيسا لجنوب إفريقيا في ولايته الأولى سنة 1999.

## مبيكي وزوما
في عام 1992، انتخب جاكوب زوما نائبا للأمين العام للمؤتمر. وفي يناير (كانون الثاني) رشحه الحزب لخوض الانتخابات لاختيار رئيس الوزراء الإقليمي في كوازولو ناتال. وبعد الانتخابات العامة في ذلك العام، وهي الأولى التي يشارك فيها السود بعد سقوط نظام الابارتيد، عُيّن عضوا في اللجنة التنفيذية للشؤون الاقتصادية والسياحة في حكومة كوازولو ناتال بعد أن أفسح المجال لتولي ثابو مبيكي منصب نائب الرئيس (نيلسون مانديلا).
وفي ديسمبر (كانون الأول) 1994 انتخب رئيسا للمؤتمر الوطني على المستوى القومي والإقليمي في كوازولو ناتال. وفي ديسمبر 1997 انتخب جاكوب زوما نائبا لرئيس المؤتمر، ثم عين في يونيو (حزيران) 1999 نائبا لرئيس البلاد ثابو مبيكي. وكان يعتبر على نطاق واسع خلفه بلا منافس. وخلال هذه الفترة عمل أيضا في كمبالا، أوغندا، مع الرئيس يوري موسيفيني على تسهيل عملية السلام في بوروندي.
سعى أعضاء حزب المؤتمر الوطني الإفريقي خلال مؤتمرهم الحزبي في 2007 إلى التغيير وتمثل في خروج الرئيس ثابو مبيكي وانتخاب نائب الرئيس السابق جاكوب زوما الذي كان مبيكي قد أقاله في عام 2005 للاشتباه في تورطه في الفساد.